# Atrium Carceri
Atrium Carceri — шведский музыкальный проект Саймона Хита (Simon Heath), выпускаемый под лейблом Cold Meat Industry. На данный момент выпущено 13 полноформатных альбомов и 14 совместных работ с композиторами тех же жанров. В 2011 году, Atrium Carceri покинул Cold Meat Industry и начал собственный дарк-эмбиент лейбл Cryo Chamber.

## Описание
Atrium Carceri обычно описывается как музыка в жанре Дарк-эмбиент, Блэк-эмбиент, Индастриал-эмбиент. Так же как Lull и Lustmord, в музыке Atrium Carceri используются синтезаторы, звуковые эффекты и аудиодорожки из фильмов и аниме, пианино и иные инструменты, чтобы создать медленный ритм, сильную мелодию и комплексный настрой, обычно связанный с темами отчаяния, одиночества (Одиночное заключение) и окружающего упадка. Atrium Carceri получил благосклонность критиков и был хорошо принят публикой в связи с его глубокой атмосферностью.

## Дискография
Студийные альбомы
- Cellblock (2003)
- Seishinbyouin (2004)
- Kapnobatai (2005)
- Ptahil (2007)
- Souyuan (2008)
- Phrenitis (2009)
- Reliquiae (2012)
- Void (2012)
- The Untold (2013)
- The Old City — Leviathan (2015)
- Metropolis (2015)
- Codex (2018)
- Mortal Shell Soundtrack (2020)
- Forgotten Gods (2023)

Совместные работы
- Sacrosanct (Совместно с Eldar) (2012)
- Cthulhu (Сотрудничество Cryo Chamber) (2014)
- Onyx (Совместно с Apocryphos и Kammarheit) (2015)
- Azathoth (Сотрудничество Cryo Chamber) (2015)
- Nyarlathotep (Сотрудничество Cryo Chamber) (2016)
- Echo (Совместно с Apocryphos и Kammarheit) (2017)
- Black Corner Den (Совместно с Cities Last Broadcast) (2017)
- Yog-Sothoth  (Сотрудничество Cryo Chamber) (2017)
- Miles to Midnight (Совместно с Cities Last Broadcast и God Body Disconnect) (2018)
- Ur Djupan Dal (Сотрудничество с Herbst9) (2018)
- Shub-Niggurath (Сотрудничество Cryo Chamber) (2018)
- Black Stage of Night (Совместно с Cities Last Broadcast) (2019)
- Hastur (Сотрудничество Cryo Chamber) (2019)
- Yig (Сотрудничество Cryo Chamber) (2020)
- Fabled Machines Of Old (Совместно с Dead Melodies) (2021)
- Colossus (Совместно с Kammarheit) (2022)